# She Ain't You
She Ain't You is een nummer van de Amerikaanse zanger Chris Brown. Het nummer werd uitgebracht op 28 maart 2011 door het platenlabel Sony Music. Het nummer behaalde de 30e positie in de UK Singles Chart.